# Souvenir (Emma)
Souvenir è il settimo album in studio della cantautrice italiana Emma, pubblicato il 13 ottobre 2023 dall'etichetta Capitol Records. Il progetto discografico ha esordito alla prima posizione della classifica FIMI Album, diventando il quarto album della cantante a ottenere tale risultato. 
Nel 2024 è stata pubblicata una riedizione dell'album con l'inserimento del brano Apnea, presentato in gara al 74º Festival di Sanremo, seguita da una riedizione streaming con l'aggiunta di Femme fatale, presentato come singolo inedito per l'estate 2024. Entrambi i brani sono stati poi inseriti nella Extended Edition dell'album, pubblicata il 4 ottobre 2024.

## Antefatti
Successivamente alla pubblicazione del sesto album in studio Fortuna del 2019, la cantante ha intrapreso le cure per una recidiva al tumore dell'utero già contratto in precedenza. Tra il 2021 e il 2022 Emma pubblica la prima raccolta dal titolo Best of Me, in cui vengono incluse le collaborazioni Pezzo di cuore con Alessandra Amoroso e Che sogno incredibile con Loredana Bertè, e partecipa al 72º Festival di Sanremo con il brano Ogni volta è così, posizionandosi sesta nella classifica finale.
Nel corso del 2022 viene annunciato il film documentario Sbagliata ascendente leone, in cui le ultime scene sono state effettuate a Torri del Benaco in Provincia di Verona nel corso della scrittura, composizione e produzione del settimo album in studio della cantante.
 

In un'intervista rilasciata a Rockol Emma ha raccontato che il progetto discografico ha avuto un periodo di interruzione artistica dovuta alla malattia della cantante nel 2019 e alla morte del padre, avvenuta nel settembre 2022:

## Descrizione
Il progetto è composto da nove tracce, di cui sei scritte dalla stessa cantante, con la collaborazione di autori e produttori, quali Davide Simonetta, Francesco "Katoo" Catitti, Drillionaire, Federica Abbate, Nesli, Franco126, Andrea Bonomo e Takagi & Ketra. Le tracce dell'album affrontano differenti tematiche personali e sociali, come la morte del padre per leucemia, il femminismo e il rapporto con i social network. La cantante ha raccontato il significato del progetto:

Il progetto vede l'inserimento di due collaborazioni vocali con due rapper italiani: Tony Effe e Lazza. La cantante ha raccontato la scelta di avere una collaborazione con quest'ultimo:
In un'intervista rilasciata a All Music Italia, Emma ha raccontato che si tratta del primo capitolo di un progetto più ampio, in cui spera «ci siano tanti feat con le donne della musica italiana», affermando inoltre di aver scritto dei nuovi brani con Paolo Antonacci e Davide Simonetta.

## Copertina
In un'intervista rilasciata a Vanity Fair la cantante ha raccontato la scelta della copertina dell'album, associata al femminismo e alla percezione della femminilità:

## Promozione

### Singoli
Il 28 aprile 2023 viene pubblicato Mezzo mondo come primo singolo estratto dall'album. Il 9 giugno 2023 viene pubblicata la collaborazione Taxi sulla Luna con Tony Effe, che raggiunge la settima posizione della classifica Top Singoli redatta da FIMI. Il 1º settembre 2023 viene pubblicato il terzo singolo Iniziamo dalla fine, a cui ha fatto seguito Amore cane feat. Lazza. Il 7 febbraio 2024 viene pubblicato il quinto singolo Apnea, presente nella riedizione dell'album a seguito della partecipazione al Festival di Sanremo. Ha inoltre annunciato tramite i suoi canali social l'uscita del nuovo singolo, Femme fatale, per il 3 maggio 2024 e di Hangover, in collaborazione con il rapper Baby Gang, per il 20 settembre 2024.

### Concerti
Il 1º settembre 2023 annuncia il tour Souvenir in da club, in Italia, iniziato nel novembre dello stesso anno e concludendolo verso fine dicembre 2023. Dopo la sua partecipazione a Sanremo 2024 annuncia per il prossimo autunno l''Emma In Da Town e successivamente anche l'Emma Tour Estivo 2024, partecipando da giugno ad agosto ai festival più importanti nella penisola. 

## Accoglienza
| Recensione       | Giudizio |
| ---------------- | -------- |
| All Music Italia | 9/10     |
| Newsic           | 6,75/10  |
| Rockol           | 7/10     |

Alessandro Alicandri di TV Sorrisi e Canzoni considera l'album tra i migliori della carriera dell'artista e definendolo «un bell'album pop», poiché «ha contemporaneamente azzerato e poi ricostruito il suo modo di fare musica; [...] presentando di nuovo se stessa». Alicandri scrive che i brani hanno «nature musicali diverse» con influenze dance-rock, elettro-pop e latine. Sulle due collaborazioni il giornalista definisce quella con Lazza «un brano ipnotico che trasuda la naturalezza del loro incontro», mentre quella con Tony Effe ritiene che «si presenta quasi come una bonus track» sebbene «pone uno sguardo curioso e aperto verso nuovi territori». Scrivendo per il Corriere della Sera, Andrea Laffranchi descrive il progetto come «autobiografico e pieno di ricordi».
Fabio Fiume di All Music Italia afferma che la cantante porti un progetto «piccolo» ma «pensato e prezioso», in cui si evince «una nuova delicatezza espressiva» e che «abbraccia nuove sonorità, si rinnova, resta fedele a se stessa senza apparire statica». Questo fatto avviene secondo il giornalista grazie alla rimodulazione della voce, che diviene «una presenza ben radicata che non è andata via per davvero». Fiume apprezza la collaborazione con Lazza, la quale «non suona come un’operazione commerciale ma come sensato scambio fra due amici», e Intervallo, brano che «regala emozioni autentiche» e in cui Emma «riesce a parlare con il suo papà recentemente scomparso, senza cadere [...] in spettacolarizzazioni del dolore»; Fiume sottolinea inoltre che Ogni volta è così «un suo posto in un album lo avrebbe meritato».
Fabrizio Basso di Sky TG24 scrive che l'album ha «il dono della contemporaneità» e che «la fascinazione di questo album è l’immaginazione che muove», grazie a brani che descrivono «il caleidoscopio dell’anima» attraverso testi che presentano «un afflato montaliano con sfumature neorealistiche che valorizzano l’impatto onomatopeico». Marco De Crescenzo di Newsic.it sottolinea che la cantante sia «meno spaccona, meno ruvida e insofferente» dei precedenti progetti, con un ritrovato equilibrio «interiore, vocale e anche musicale».

## Tracce
1. Iniziamo dalla fine – 3:13 (Emma Marrone, Davide Simonetta, Paolo Antonacci)
2. Amore cane (feat. Lazza) – 3:26 (Emma Marrone, Jacopo Ettorre, Jacopo Lazzarini, Simone Privitera)
3. Mezzo mondo – 3:34 (Emma Marrone, Francesco “Katoo” Catitti, Francesco Tarducci, Jacopo Ettorre)
4. Intervallo – 3:27 (Emma Marrone, Federica Abbate, Federico Bartollini, Francesco Catitti)
5. Sentimentale – 2:56 (Emma Marrone, Jacopo Ettorre, Simone Privitera)
6. Carne viva – 3:12 (Jacopo Ettorre, Riccardo Scirè)
7. Capelli corti – 3:15 (Andrea Bonomo, Davide Simonetta)
8. Indaco – 3:07 (Emma Marrone, Federica Abbate, Jacopo Ettorre, Simone Privitera)
9. Taxi sulla Luna (con Tony Effe) – 2:23 (Nicolò Rapisarda, Alessandro Merli, Fabio Clemente, Paolo Antonacci, Diego Vincenzo Vettraino)

Traccia bonus nella Sanremo Edition
1. Apnea – 3:00 (Emma Marrone, Davide Petrella, Paolo Antonacci, Julien Boverod)

Traccia bonus nella riedizione streaming
1. Femme fatale – 3:10 (Jacopo Ettore, Julien Boverod, Simone Capurro, Starchild)

### Extended Edition
Tracce bonus
1. Apnea – 3:00
2. Hangover (feat. Baby Gang) – 2:50 (Emma Marrone, Julien Boverod, Federico Olivieri e Zaccaria Mouhib)
3. Vita lenta – 2:10 (Emma Marrone, Alessandro La Cava, Luca Di Blasi, Vincenzo Centrella)
4. Pretaporter – 3:23 (Emma Marrone, Francesco “Katoo” Catitti, Jacopo Ettorre)
5. French Riviera – 3:17 (Emma Marrone, Giorgio De Lauri, Jacopo Ettorre, Luca Di Blasi, Francesco “Katoo” Catitti)
6. Lacrime – 2:42 (Emma Marrone, Francesco D'Agostino, Vincenzo Centrella)
7. Femme fatale – 3:10
8. Centomila – 3:07 (Emma Marrone, Alessandro La Cava, Vincenzo Centrella, Francesco “Katoo” Catitti)

## Successo commerciale
Souvenir ha esordito al primo posto nella Top Album redatta da FIMI, diventando il quinto progetto di Emma a raggiungere la prima posizione (dopo Oltre, Sarò Libera, Schiena e Fortuna), e il terzo di una donna a ottenere tale risultato nel 2023. Grazie alla sua partecipazione al Festival di Sanremo 2024, l'album è risalito in classifica FIMI in sesta posizione. Infine, è riapparso un’ultima volta in top 10, al settimo posto, in seguito alla pubblicazione della Extended Edition. Risulta essere uno degli album femminili di maggior successo degli ultimi anni, superando 200 milioni di streaming totali.

## Classifiche

### Classifiche settimanali
| Classifica (2023) | Posizione massima |
| ----------------- | ----------------- |
| Italia            | 1                 |
| Svizzera          | 56                |

### Classifiche di fine anno
| Classifica (2023) | Posizione |
| ----------------- | --------- |
| Italia            | 92        |
| Classifica (2024) | Posizione |
| Italia            | 27        |